# 北通镇
北通镇，是中华人民共和国广西壮族自治区钦州市浦北县下辖的一个乡镇级行政单位。

## 建镇历史
北通原名北塞，因古时交通闭塞，故作此名。随着经济的发展，此地的交通相比之前大为便利。故取名北通，有此地通四方之意。与很多南方小镇一般，当地人从事农耕的历史悠久。于1990年获得“中国香蕉之乡”的美誉。直到如今，大多数人仍从事农耕。但由于南方地形因素，大规模的自动化成为阻碍。目前农业仍比较分散，以个体经营为主。

## 行政区划
北通镇下辖以下地区：
新城社区、北山村、楠垌村、社根村、那良村、佛新村、旱田村、平坡村、博学村、良庄村、兰田村、那新村、中屯村、高林村和清湖村。

## 特色农产品
北通地处亚热带地区，气候适宜香蕉、荔枝等植物的生长。加之政府给种香蕉的农户予福利，使得香蕉成为当地的特色农产品。

## 特色景点
北通镇有福多堂全国文明村以及清湖荔枝园等生态农产品景点。